# Basílica de Santa María del Coro
La basílica de Santa María (en euskera: Andre Mariaren basilika) advocación a la Virgen del Coro, es una basílica de estilo barroco terminada en 1774 y ubicada en el cruce de las calles 31 de Agosto y Mayor de la "Parte Vieja" de San Sebastián (Guipúzcoa). De estilo barroco, tiene, sin embargo, elementos góticos, churriguerescos y neoclásicos y posee un bello pórtico barroco con elementos Rococó. Su fachada y entrada principal se encuentran alineadas con la catedral del Buen Pastor, creándose un eje formado por la continuación de la calle Mayor, convertida después del Boulevard en la calle Hernani y, más adelante, la calle Loyola.
Vista la basílica desde el exterior, es importante destacar la portada principal, situada entre las dos torres a modo de retablo, y sobre la cual podemos observar la figura martirizada de San Sebastián, los símbolos papales que le otorgan la categoría de basílica menor y el escudo de la ciudad coronando el edificio.
La iglesia fue erigida como basílica menor el 12 de febrero de 1973.

## Historia
La basílica se levanta en el solar que una vez ocupó una iglesia románica de los siglos XII y XIII construida por los reyes de Navarra y luego ampliada en estilo gótico renacentista entre 1522 y 1560 por los Habsburgo, entonces reyes de España.
En 1688, una explosión en el polvorín del Castillo de la Mota, situado detrás del monumento religioso, daña profundamente la iglesia. Las obras de reconstrucción comenzaron en 1743 a partir del proyecto de los arquitectos Pedro Ignacio Lizardi y Miguel de Salazar, edificándose sobre la antigua iglesia gótica, cuya planta y orientación conservó.
El 31 de agosto de 1813, durante la Guerra de la Independencia, San Sebastián fue incendiada por las tropas británicas que luchaban contra el ejército francés, que la ocupaba. Toda la ciudad fue incendiada, excepto la calle que conduce a la iglesia, ahora llamada Calle 31 de agosto.

## Interior
La nave principal consta de un salón de 48 por 33 m, dividida en tres naves, que a su vez se pueden dividir en 4 zonas, teniendo como ejes los pilares de la nave. Seis pilares y los muros con pilares a modo de contrafuertes soportan las bóvedas. Los pilares octogonales alcanzan hasta sus capiteles una altura de 15 m, siendo la bóveda central la mayor con una altura de más de 27 m. Hacia el fondo de la nave y en el lateral derecho se encuentran distintas salas que son para uso de las dependencias parroquiales u otros servicios (Capilla de diario, sacristías, salas de máquinas, almacenes y otros usos).
El altar mayor está dedicado a la Virgen del Coro que es, junto a San Sebastián, la patrona de la ciudad. La imagen de la virgen es una talla en madera de unos 40 cm que puede datarse entre los siglos XV-XVI. Destaca la dulzura de su expresión y su tez morena. El santo Sebastián también está presente tanto en un lienzo del altar mayor, obra de Luis Boccia del año 1819, como en una escultura de la fachada.
También en el interior, es remarcable el conjunto de estilo clasicista que conforman los retablos central y laterales, que son obra de Diego de Villanueva y Francisco Azurmendi.
En los pies de la iglesia se encuentra el coro, comunicado mediante una escalinata. En él destaca una sillería de planta semicircular, obra de Francisco Bocente y Mendía, y el excelente órgano romántico Cavaillé-Coll de 1863, cuya fachada corresponde a la de un antiguo órgano barroco.

## Galería

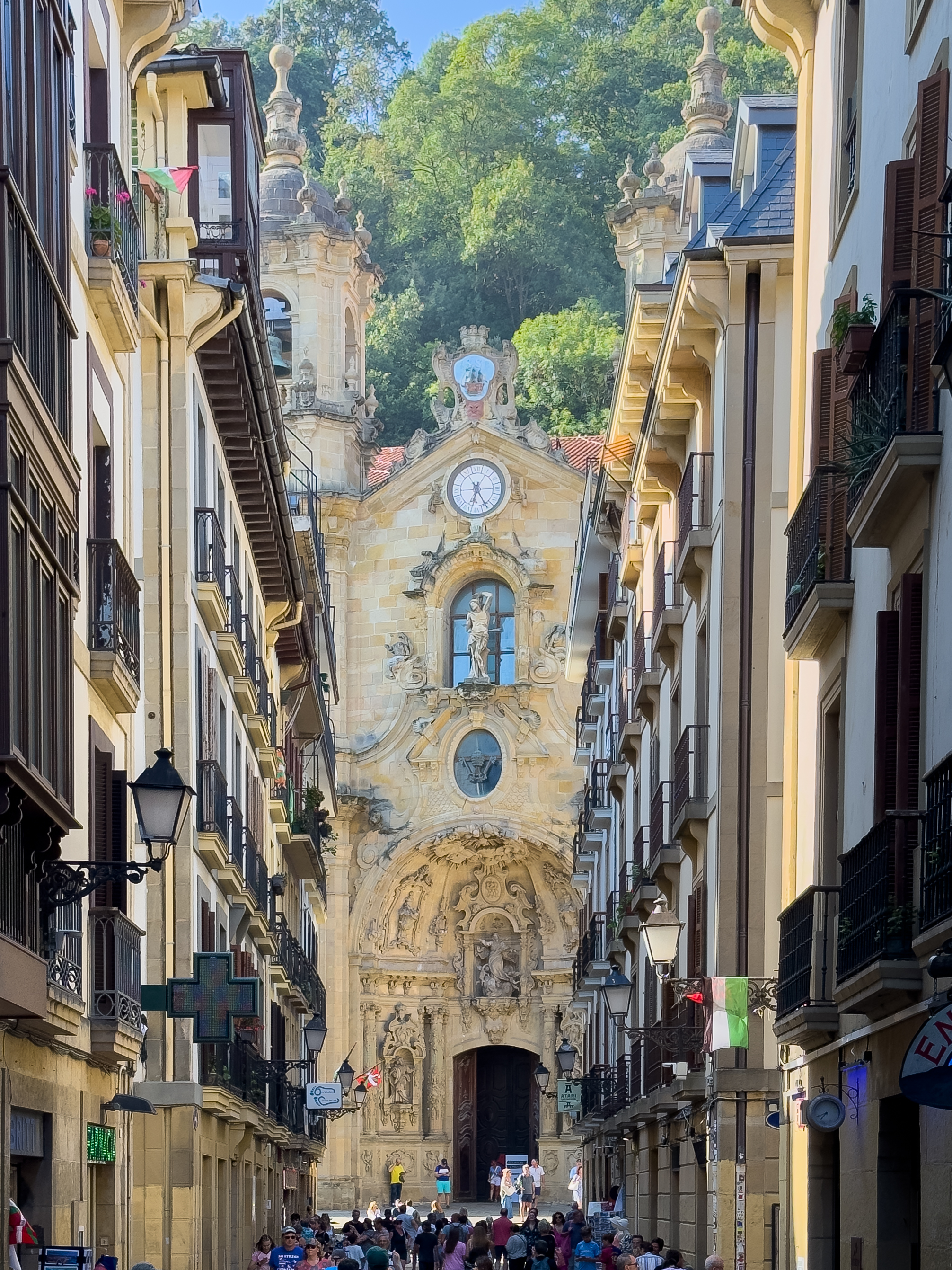
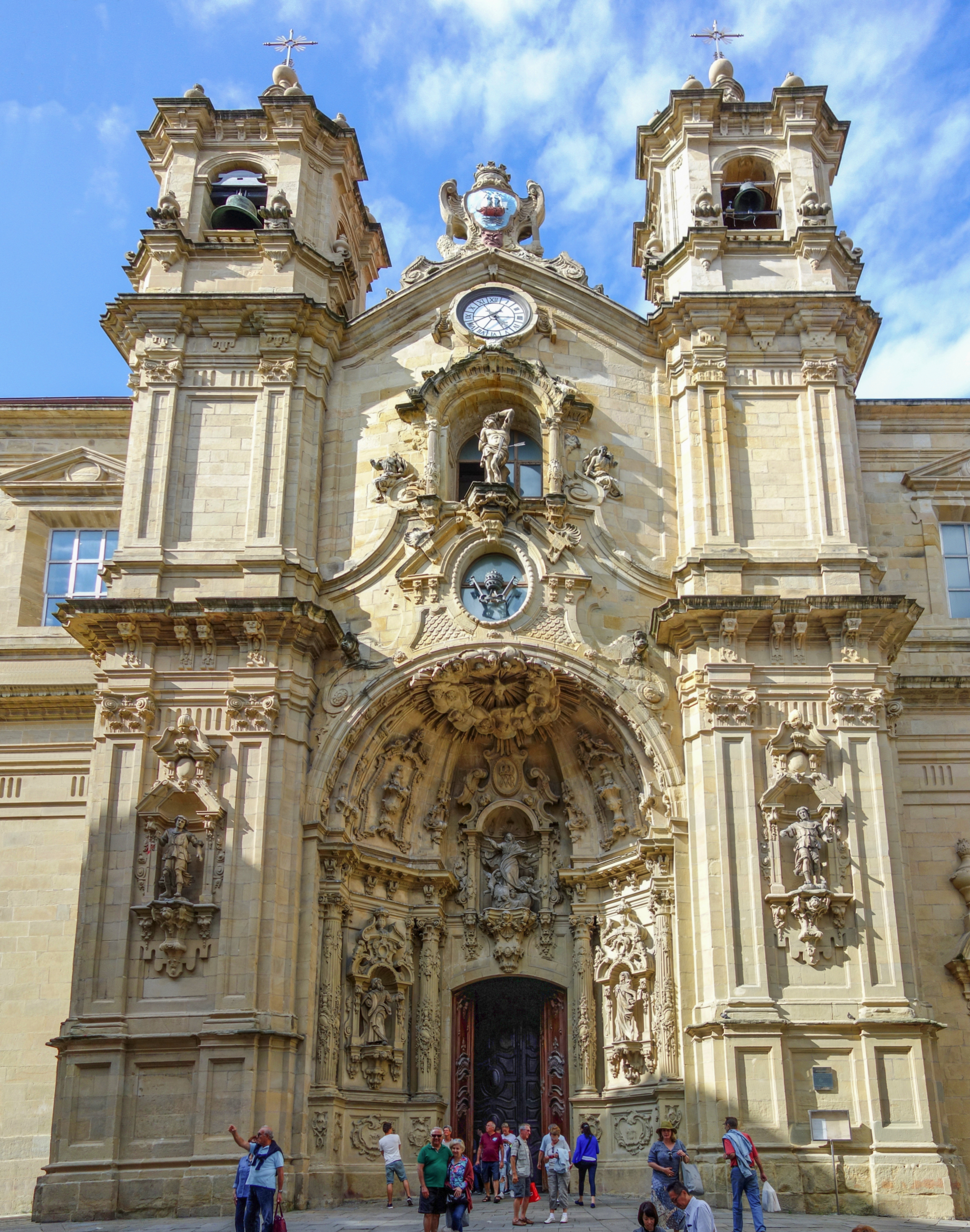
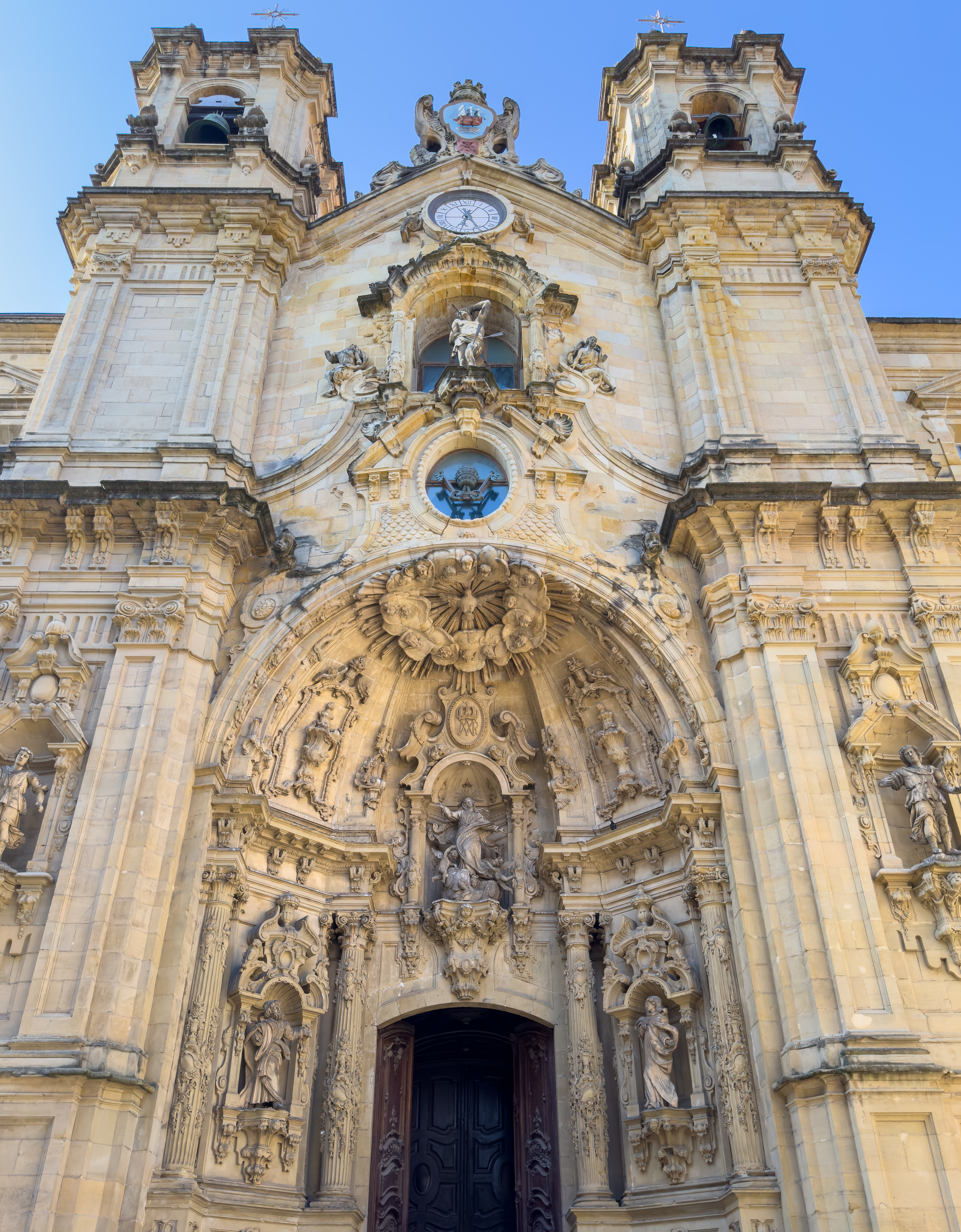
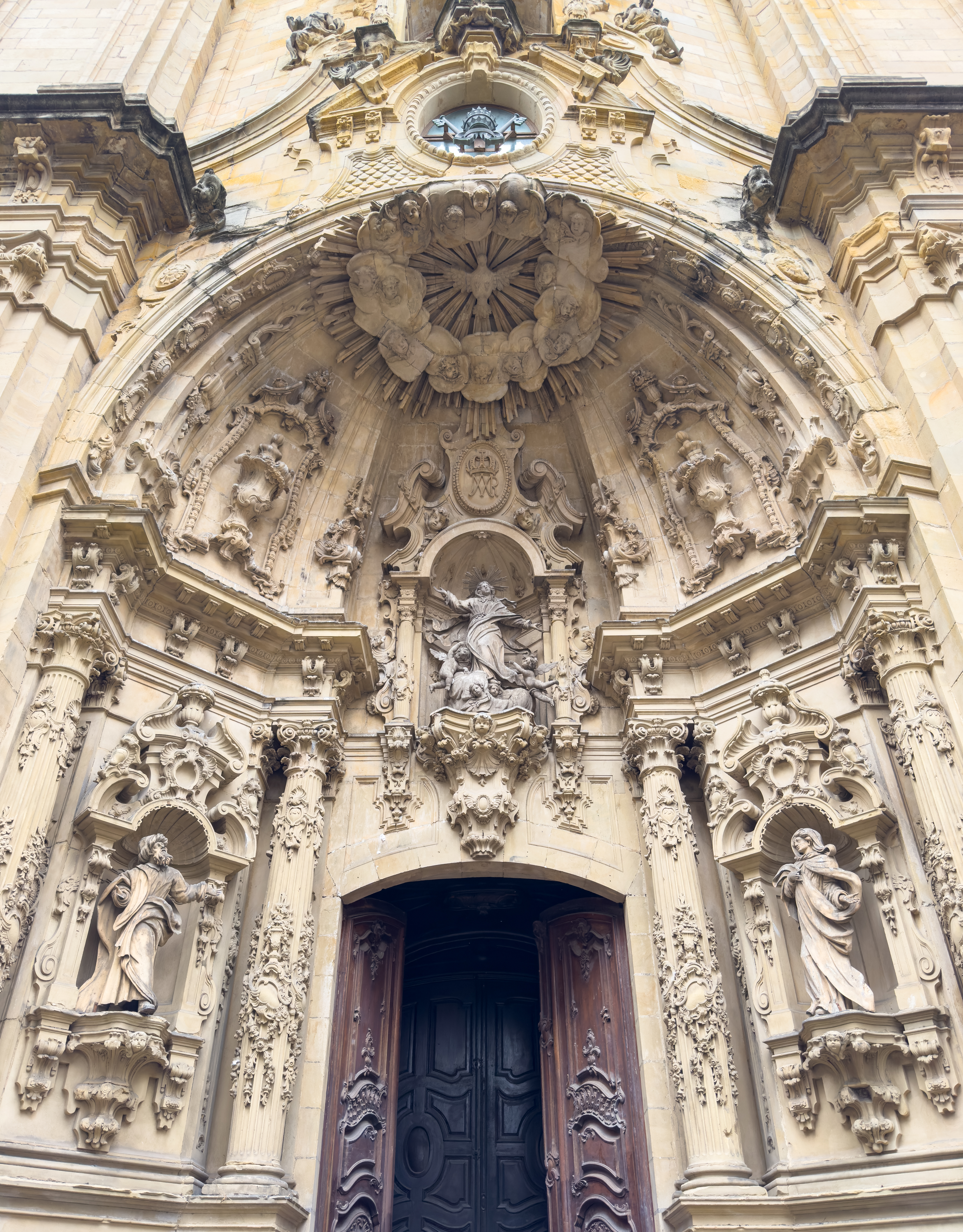
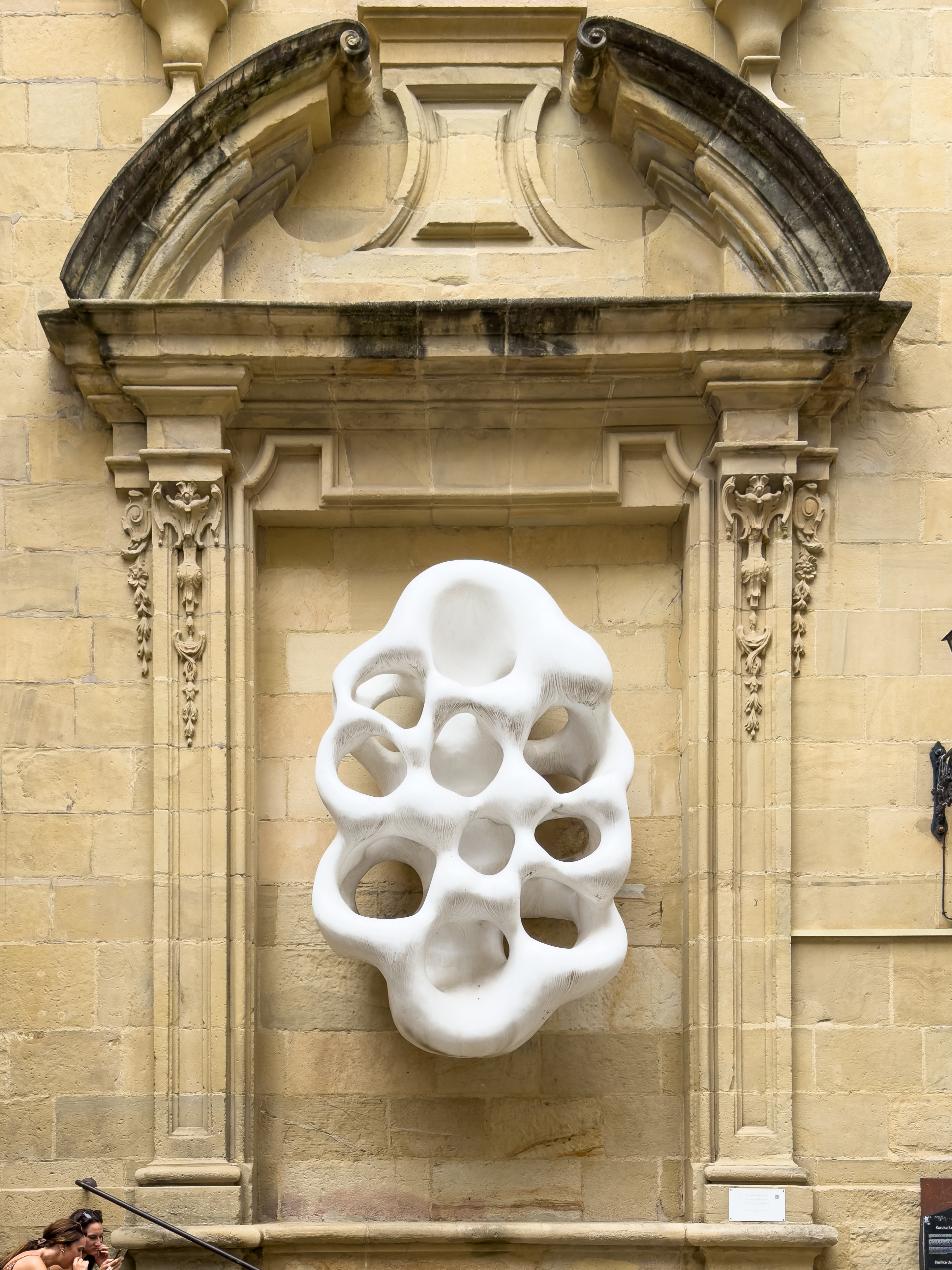
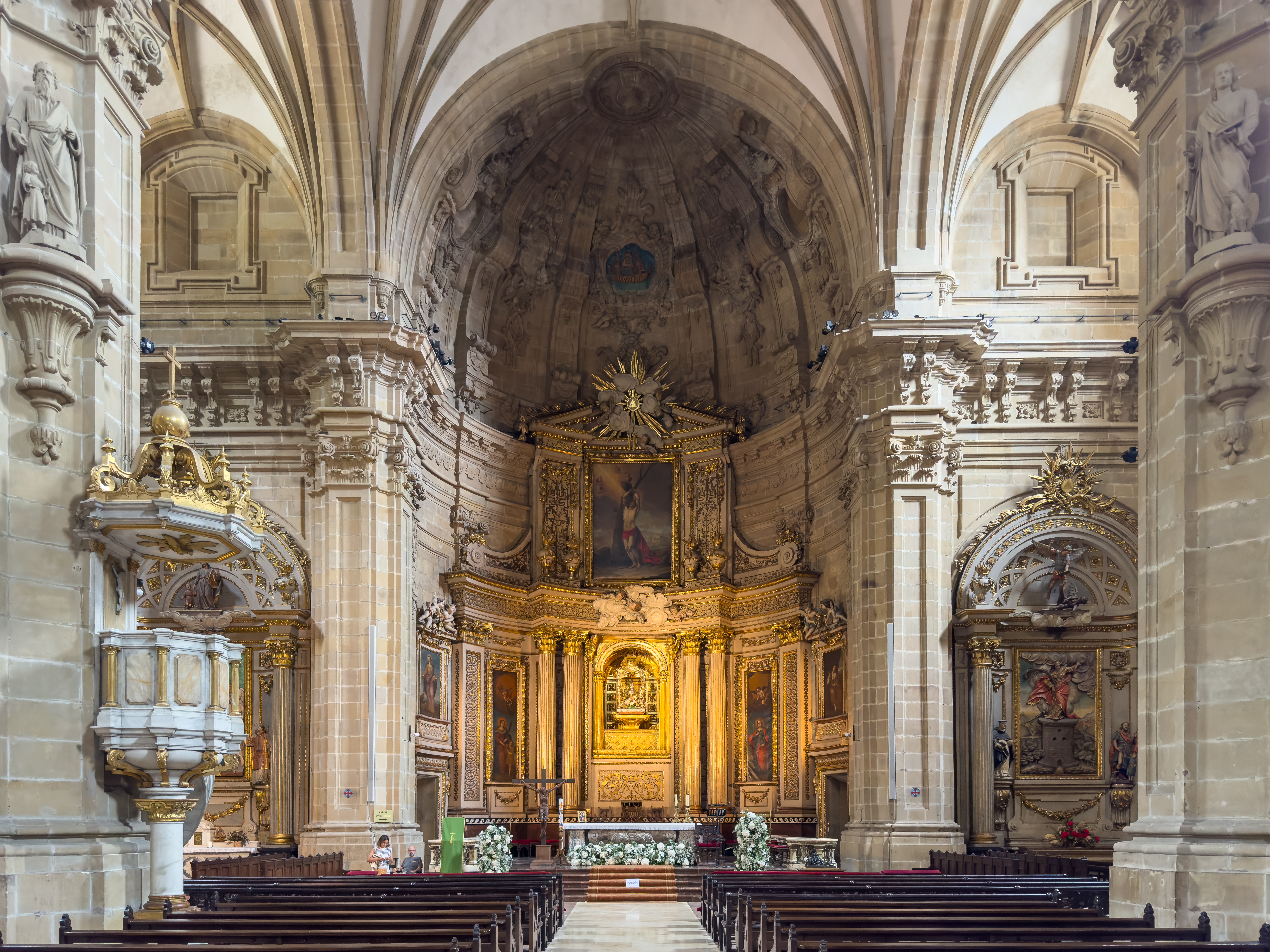
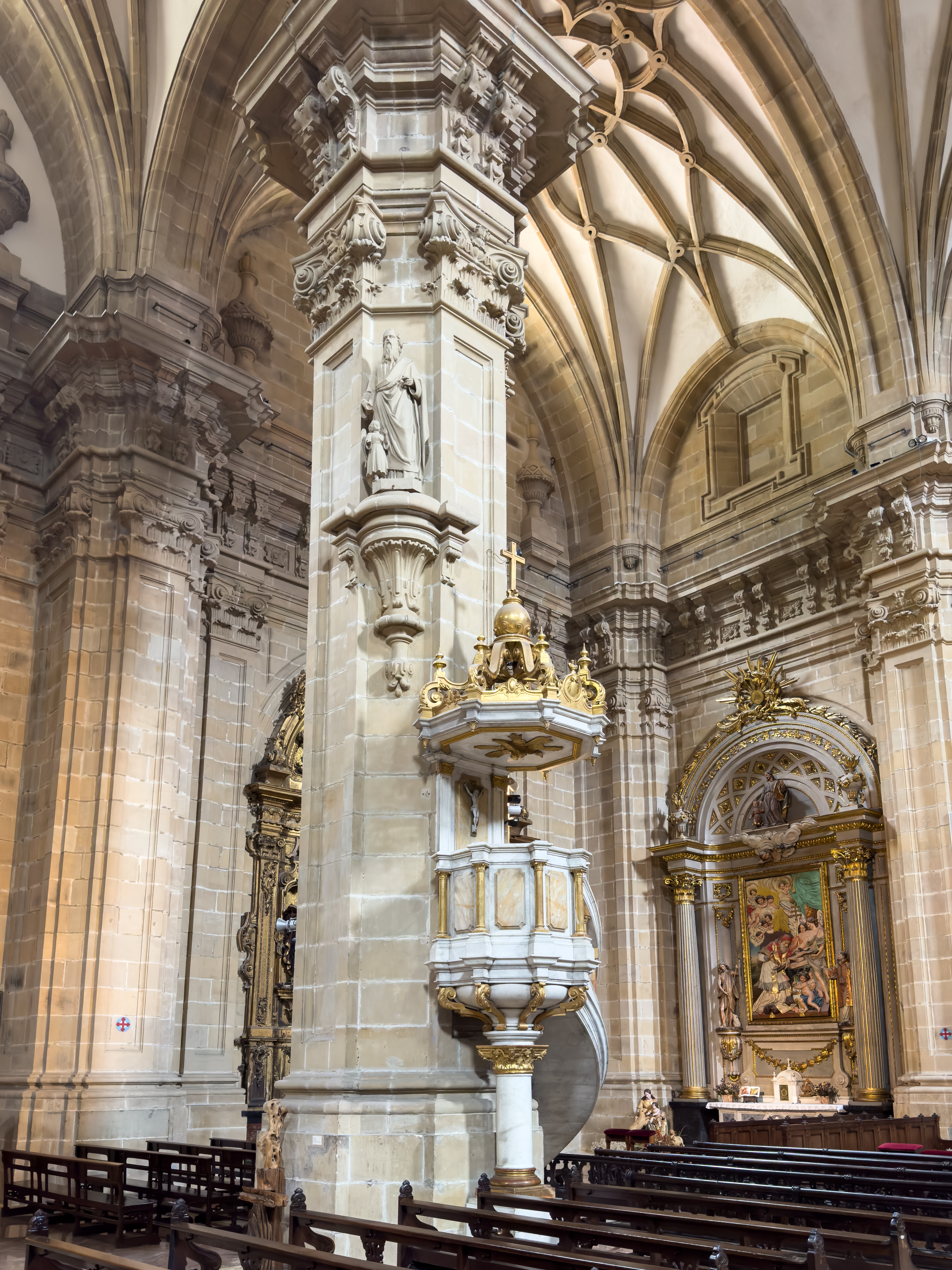
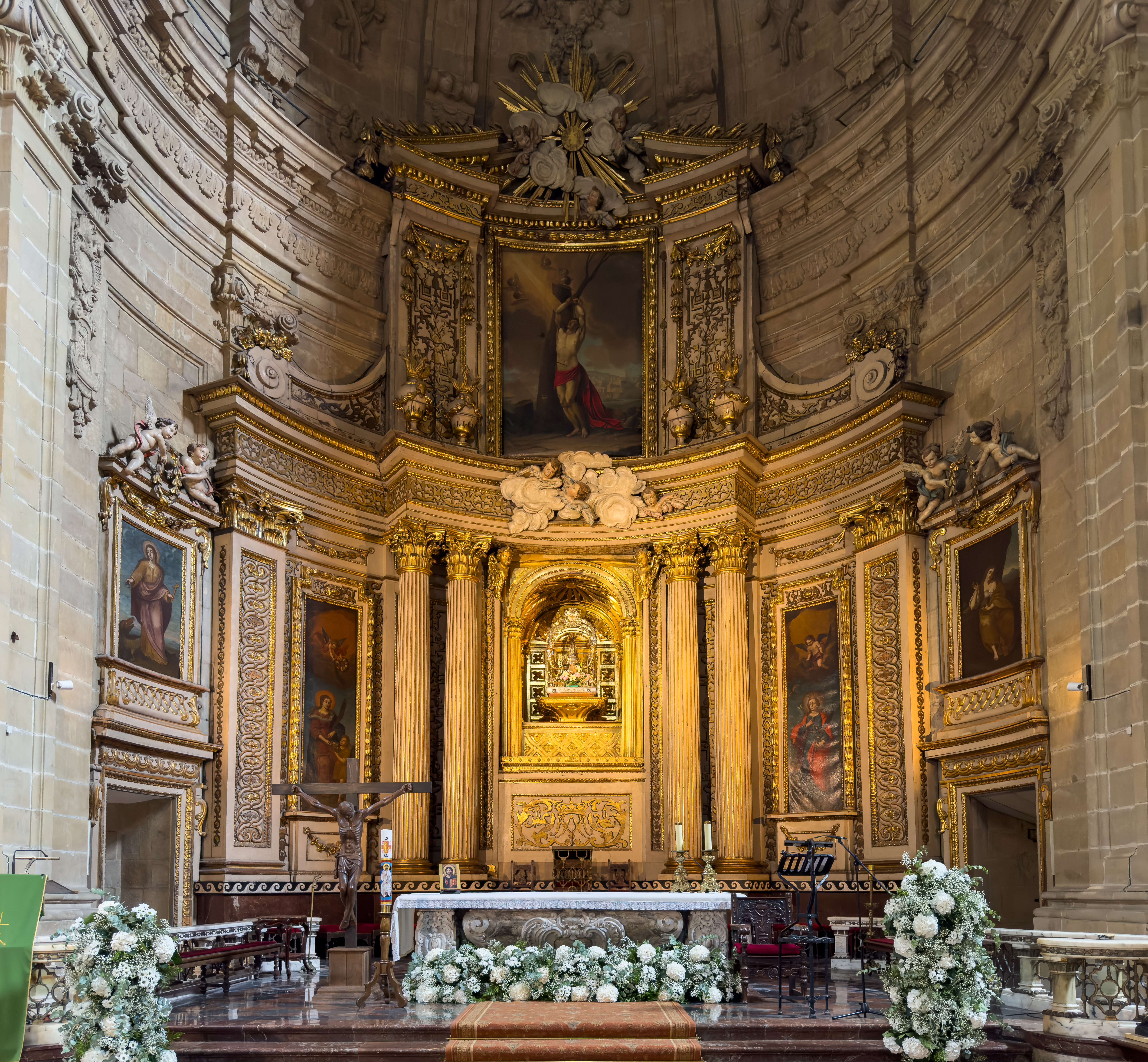
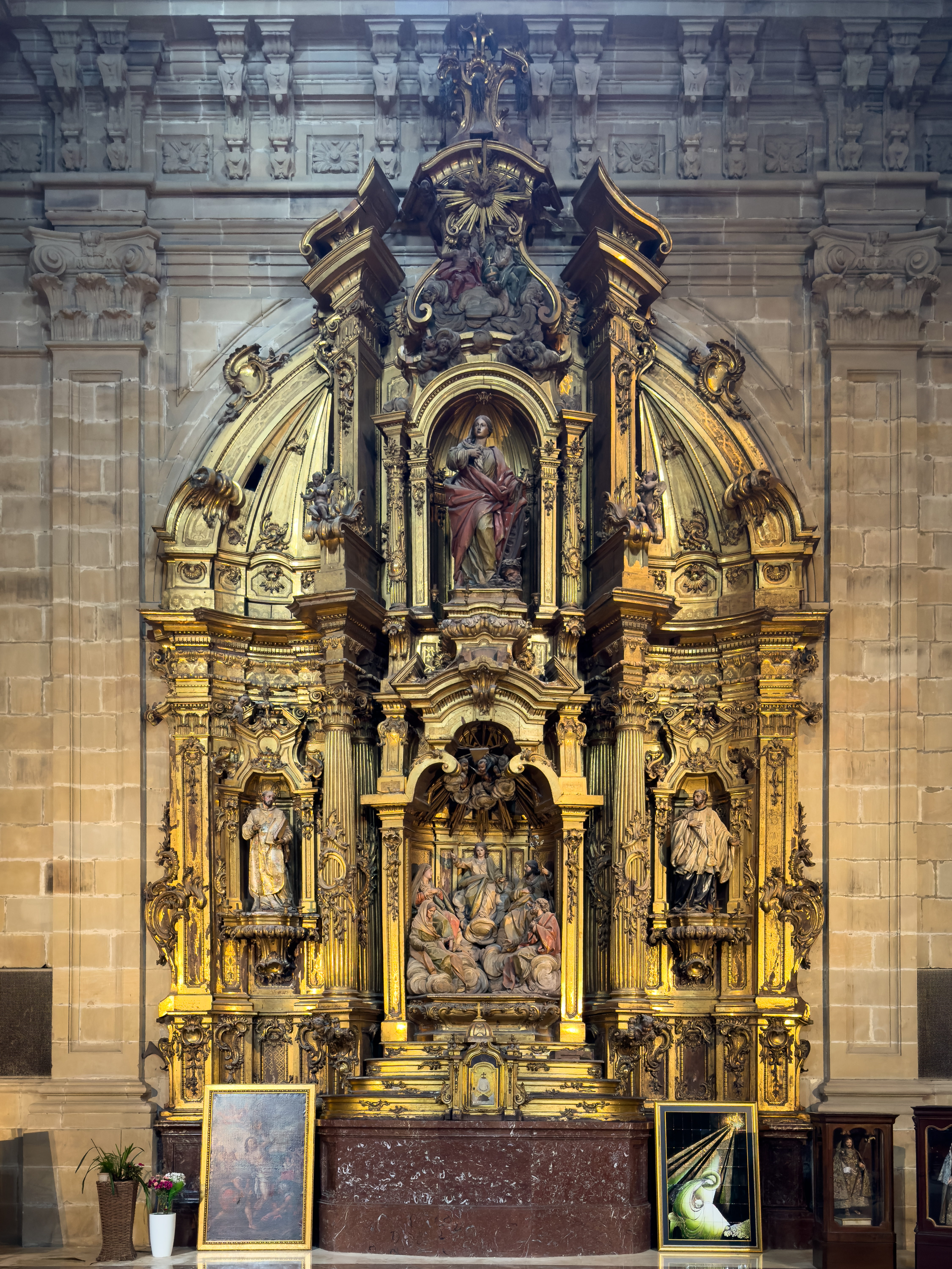